# 庚金群
庚金群（1921年9月25日—2008年4月10日），又作赓金群，原名庚宝群、赓宝群，滿族人，中國京劇鼓師、作曲家、音樂教師，1921年9月25日在北京出生，2008年4月10日在北京去世。
1932年11歲時考進中華戲曲學校學習京劇音樂，為第3屆金字科，改名金群，直到現在。
他師從汪子良學鼓板，畢業後參加「荣春社」（尚小云辦的京劇科班）的音樂工作，曾給梅兰芳、程砚秋、傅德威、李玉茹、白玉薇、童芷苓、李少春、袁世海、叶盛兰、杜近芳、梅葆玖、高玉倩、劉長瑜等京劇表演藝術家打鼓。
中華人民共和國成立後長期在北京中國京劇院（2007年11月28日起改中國國家京劇院）做音樂工作。
京劇音樂設計作品有京劇電影《野豬林》、新編古裝京劇《白蛇傳》（與傅雪漪合作）等。
京劇司鼓作品有京劇電影《野豬林》（新編古裝京劇；李少春編劇；與王德源；王德元分任鼓師）、《紅燈記》（現代京劇；京劇現代戲）等；新編古裝京劇《穆桂英掛帥》（梅蘭芳領銜主演）、《柳荫记》（《梁山伯祝英台》）、《桃花扇》、《白蛇傳》（田漢編劇）、《赤壁之戰》（與譚世秀分任鼓師）、《謝瑤環》（田漢編劇）、《九江口》（袁世海領銜主演）等；現代京劇《白毛女》等；京劇《周仁献嫂》、《得意缘》、《打督邮》、《水淹下邳·白门楼》、《凤还巢》、《罗成》、《灞陵桥》、《李陵碑》、《失街亭·空城计·斩马谡》等。
殷承宗編曲並擔任鋼琴演奏的鋼琴伴唱《紅燈記》首演音樂會、電影紀錄片、劉長瑜錢浩樑高玉倩版唱片的鼓師也是他（1999年錄製的李維康耿其昌王樹芳版唱片鼓師是李朝陽）。
他的學生有鼓師杜鳳元等人。